# 青城假毛蕨
青城假毛蕨（学名：Pseudocyclosorus qingchengensis）为金星蕨科假毛蕨属下的一个种。

## 扩展阅读
- 維基物種上的相關：青城假毛蕨